# Szulfonátok

Egy tipikus szulfonátion szerkezete.

A szulfonátok a szulfonsavak sói vagy észterei, bennük R−SO2O− funkciós csoport található.

## Szulfonát sók
Az RSO2O− általános képletű anionokat szulfonátoknak nevezzük, ezek az RSO2OH képletű szulfonsavak konjugált bázisai. Mivel a szulfonsavak jellemzően erős savak, a megfelelő szulfonátok gyenge bázisok. A szulfonát anionok stabilitása miatt a szulfonátsók – például a szkandium-triflát – kationjait Lewis-savként alkalmazzák.
A szulfonátok előállításának klasszikus szerves kémiai reakciója az alkil-halogenidek szulfitokkal, például nátrium-szulfittal végzett reakciója, melyet elsőként Adolph Strecker írt le 1868-ban (Strecker-féle szulfit alkilezés). A reakció általános egyenlete:
RX + M2SO3  →  RSO3M + MX
Katalizátorként jodidot alkalmaznak.

## Szulfonsavészterek
Az R1SO2OR2 általános képletű észtereket szulfonsav-észtereknek hívjuk, az egyes vegyületeket a karbonsavészterekhez hasonlóan nevezzük el. Ha például R2 metilcsoport, R1 pedig trifluormetilcsoport, akkor a vegyület neve metil-trifluormetánszulfonát.
A szulfonsavésztereket a szerves kémiai szintézisekben reagensként alkalmazzák, elsősorban azért, mert az  RSO2O- csoport az SN1, SN2, E1 és E2 reakciókban jó távozó csoport. A metil-triflát például erélyes metilezőszer. Gyakran használják őket fehérjék keresztkötőszereinek, mint az N-hidroxiszulfoszukcinimid (szulfo-NHS), BS3, szulfo-SMCC stb. vízoldhatóvá tételére.

## Példák
- Mezilát (metánszulfonát), CH3SO2O−
- Triflát (trifluormetánszulfonát), CF3SO2O−
- Tozilát (p-toluolszulfonát), CH3C6H4SO2O−
- Bezilát (benzolszulfonát), C6H5SO2O−

## Lásd még
- Szulfát
- Szulfoxid
- Szulfonil
- Szulfoxil

## Fordítás
Ez a szócikk részben vagy egészben a Sulfonate című angol Wikipédia-szócikk ezen változatának fordításán alapul.  Az eredeti cikk szerkesztőit annak laptörténete sorolja fel. Ez a jelzés csupán a megfogalmazás eredetét és a szerzői jogokat jelzi, nem szolgál a cikkben szereplő információk forrásmegjelöléseként.